# Lily Collins

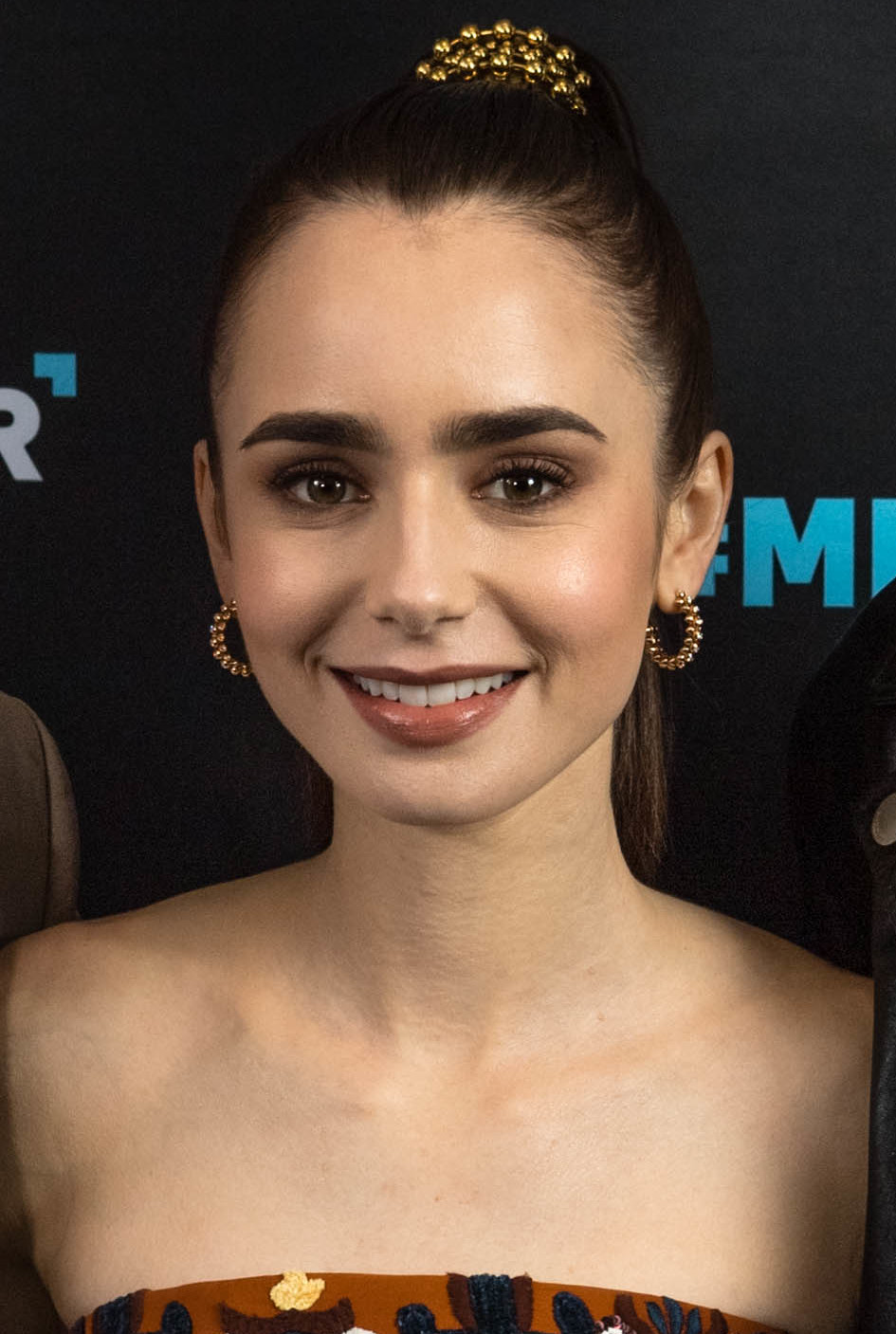
Lily Collins (2019)

Lily Jane Collins (* 18. März 1989 in Guildford, Surrey, England) ist eine britische Schauspielerin, Model und Kolumnistin. Einem breiten Publikum ist sie vor allem als Emily Cooper aus der Netflix-Serie Emily in Paris bekannt.

## Leben und Karriere
Lily Collins ist die Tochter des Musikers und Sängers Phil Collins und dessen zweiter Ehefrau Jill Tavelman. Sie hat vier Halbgeschwister: die Schauspielerin Joely Collins und den Musiker Simon Collins aus der ersten Ehe ihres Vaters sowie zwei Brüder aus seiner dritten Ehe. Sie besuchte die Harvard-Westlake-School und studierte kurzzeitig Journalismus an der University of Southern California.
Als Teenager schrieb Collins für das britische Magazin Elle Girl die Kolumne NY Confidential. Des Weiteren arbeitete sie als Kolumnistin für die Magazine Seventeen, Teen Vogue und Los Angeles Times. 2008 moderierte sie im Rahmen der Präsidentschaftswahlen auf dem amerikanischen Fernsehsender Nickelodeon die Sendung Kids pick the President. Außerdem gewann sie einen Young Hollywood Award in der Kategorie Newest Red Carpet Correspondent.
2009 begann Collins ihre Schauspielkarriere mit einer Gastrolle in zwei Folgen der Serie 90210 als Phoebe Abrams. Im gleichen Jahr gab sie ihr Filmdebüt als Sandra Bullocks Tochter in dem Drama Blind Side – Die große Chance. Der Film basiert auf der Geschichte des Footballstars Michael Oher.
2010 stand Collins an der Seite von Paul Bettany und Cam Gigandet für den Vampirfilm Priest vor der Kamera. Ihre deutsche Stimme synchronisierte hierbei die Schauspielerin Josefin Hagen.
Des Weiteren spielte sie eine Hauptrolle in dem Actionfilm Atemlos – Gefährliche Wahrheit neben Taylor Lautner und Sigourney Weaver.
Neben der Schauspielerei arbeitet Collins auch als Model. Sie war unter anderem auf dem Titel der Zeitschrift Glamour zu sehen und arbeitete für Chanel.
Collins war für die Rolle von Mia im Remake von Tanz der Teufel vorgesehen, verließ das Projekt jedoch im Januar 2012. Im Film Spieglein Spieglein – Die wirklich wahre Geschichte von Schneewittchen, der im April 2012 in Deutschland anlief, spielt sie die Rolle des Schneewittchens. Hierfür nahm sie zudem das Lied I believe in love auf. 2013 übernahm sie die Hauptrolle in Chroniken der Unterwelt – City of Bones, der Romanverfilmung des gleichnamigen Bestsellers von Cassandra Clare.
2014 war sie an der Seite von Sam Claflin in der Verfilmung Love, Rosie – Für immer vielleicht des gleichnamigen Romans von Cecelia Ahern in der weiblichen Hauptrolle als Rosie zu sehen.
2019 verkörperte sie in der Verfilmung über den Serienmörder Ted Bundy Extremely Wicked, Shockingly Evil and Vile Bundys Lebensgefährtin  Elizabeth Kendall. Der Film basiert auf Kendalls Buch aus dem Jahr 1981. Seit 2020 spielt sie in der Netflix-Serie Emily in Paris die Hauptrolle.
Im August 2013 trennte sich Collins von Schauspielkollege Jamie Campbell Bower, den sie bei den Dreharbeiten zu Chroniken der Unterwelt – City of Bones kennenlernte, nach einem Jahr Beziehung. Im Mai 2015 wurde bekannt, dass die beiden wieder ein Paar sind. Noch im selben Jahr trennten sie sich wieder.
2018 wurde sie in die Academy of Motion Picture Arts and Sciences aufgenommen, die jährlich die Oscars vergibt.
Im November 2020 gab sie auf Instagram ihre Beziehung mit dem US-amerikanischen Filmregisseur Charlie McDowell (* 1983) bekannt. Seit September 2021 ist das Paar verheiratet. Im Januar 2025 wurden die beiden Eltern einer Tochter, die von einer Leihmutter ausgetragen wurde.

## Filmografie (Auswahl)

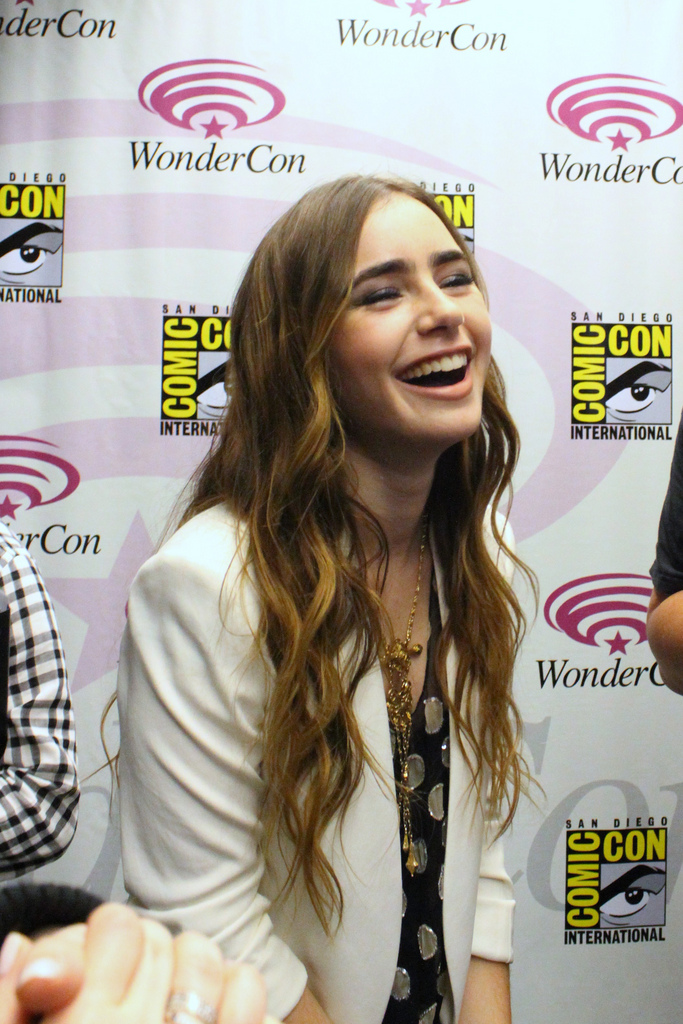
Lily Collins bei der WonderCon 2011

- 2009: 90210 (Fernsehserie, Gastrollen in zwei Folgen)
- 2009: Blind Side – Die große Chance (The Blind Side)
- 2011: Priest
- 2011: Atemlos – Gefährliche Wahrheit (Abduction)
- 2012: Spieglein Spieglein – Die wirklich wahre Geschichte von Schneewittchen (Mirror Mirror)
- 2012: Love Stories (Stuck in Love)
- 2013: The English Teacher
- 2013: Chroniken der Unterwelt – City of Bones (The Mortal Instruments: City Of Bones)
- 2014: Love, Rosie – Für immer vielleicht (Love, Rosie)
- 2016: Regeln spielen keine Rolle (Rules Don’t Apply)
- 2016–2017: The Last Tycoon (Fernsehserie, neun Folgen)
- 2017: Okja
- 2017: To the Bone
- 2018–2019: Les Misérables (Miniserie, drei Folgen)
- 2019: Extremely Wicked, Shockingly Evil and Vile
- 2019: Tolkien
- 2020: Inheritance – Ein dunkles Vermächtnis (Inheritance)
- 2020: Mank
- seit 2020: Emily in Paris (Fernsehserie)
- 2022: Windfall
- 2024: MaXXXine

## Diskographie
- 2012: I Believe in Love (Evil queen mix)

## Auszeichnungen
- 2008: Young Hollywood Award (Kategorie: One to Watch)
- 2012: Nominierung für den Teen Choice Award für Mirror Mirror (Kategorie: Darstellerin Sci-Fi/Fantasy)
- 2014: Nominierung für den Teen Choice Award für The Mortal Instruments: City of Bones (Kategorie: Darstellerin Action)
- 2017: Nominierung für den Golden Globe Award als Beste Hauptdarstellerin – Komödie oder Musical für Regeln spielen keine Rolle
- 2021: Nominierung für den Golden Globe Award als Beste Serien-Hauptdarstellerin – Komödie oder Musical für Emily in Paris